# Апелляционный суд третьего округа США
Апелляцио́нный суд тре́тьего о́круга США (дословно Апелляционный суд США по третьему федеральному апелляционному округу; англ. United States Court of Appeals for the Third Circuit, сокращённо 3d Cir.) — федеральный суд апелляционной инстанции США, рассматривающий дела в штатах Делавэр, Нью-Джерси, Пенсильвания и на Американских Виргинских островах.
Суд расположен в Федеральном здании суда имени Джеймса А. Бирна в Филадельфии, штат Пенсильвания. Ввиду того, что юрисдикция суда распространяется в том числе на штат Делавэр, где зарегистрировано более половины всех публичных корпораций США по причине либеральности его корпоративного законодательства, суду приходится рассматривать значительное количество сложнейших коммерческих дел.
Верховный суд США может проверить и пересмотреть решение Апелляционного суда только в том случае, если оно существенно нарушает сложившуюся судебную практику либо имеется неразрешённая коллизия в вопросе федерального права.

## Территориальная юрисдикция
В Апелляционном суде по третьему федеральному апелляционному округу обжалуются окончательные решения по вопросам, относящимся к федеральной юрисдикции, принятые в следующих нижестоящих судах федерального уровня:
- Федеральный окружной суд Делавэра
- Федеральный окружной суд Нью-Джерси
- Федеральный окружной суд Восточного округа Пенсильвании
- Федеральный окружной суд Западного округа Пенсильвании
- Федеральный окружной суд Среднего округа Пенсильвании

Также им рассматриваются апелляции на решения Окружного суда Виргинских островов, который несмотря на своё название не относится к судам федерального уровня, а по статусу приравнен к верховным судам штатов.